# Borgheseov puč
Borgheseov puč bio je pokušaj neofašističkih snaga da preuzmu vlast u Italiji u noći sa 7. na 8. prosinca 1970. godine.

## Zavjerenici
Idejni pokretač puča bio je princ Julio Valerio Borghese, koji tijekom Drugog svjetskog rata postaje najprije talijanski ratni heroj, a potom ratni zločinac zbog mučenja i pogubljenja civila. Nezadovoljan neaktivnošću profašističke stranke Movimento Sociale Italiano u rujnu 1968. godine osniva stranku Fronte nacionale uz pomoć koje pokušava izvršiti državni udar. Njegovi saveznici tijekom zavjere bili su masonska Loža "Propaganda Due" (P2), sicilijanska mafija, šef talijanske vojne tajne službe i vrlo vjerojatno tadašnji talijanski ministar obrane. Stajalište SAD-a po pitanju zavjere bilo je dvojbeno jer ga je CIA podržavala, dok se američko veleposlanstvo u Rimu protivilo.[nedostaje izvor]

## Plan zavjerenika
Puč je trebao započeti osvajanjem zgrade ministarstva obrane u Rimu gdje se nalazilo nekoliko stotina automatskih pušaka koje su trebale poslužiti za naoružavanje zavjerenika koji nisu pripadnici vojske. Nedugo po odnošenju naoružanja manji regularni vojni odred je trebao zauzeti zgradu talijanske državne televizije, dok su istovremeno pripadnici mafije iz Palerma trebali izvršiti ubojstvo ministra unutrašnjih poslova, masonska loža P-2 organizirati otmicu predsjednika republike. Navodno zbog pritiska iz Washingtona koji zahtjeva da po izvršenom udaru na vlast mora doći civilna osoba pa za dužnost budućeg predsjednik je izabran Giulio Andreotti. Kao potpora ovom preuzimanju vlasti u Rimu bile su zamišljene pomoćne akcije u drugim talijanskim gradovima.

## 7. prosinca 1970.
Dok je samo osvajanje zgrade ministarstva obrane izvršeno po planu sve ostalo se ubrzo počelo raspadati. Planirano iznošenje 200 automatskih pušaka tijekom popodneva se zbog malenog broja zavjerenika i nužne pažnje odužilo do pola noći. Takav razvoj događaja je proizveno paniku među vođama zavjere koji izdaju naređenje o obustavi puča u trenutku kada je odred od 187 vojnika već ušao u Rim i nalazio se na manje od 500 metara od zgrade televizije. Dodatni razlog za obustavu puča je bilo njegovo potpuno neotkrivanje tako da je trebalo samo vratiti oružje natrag u zgradu ministarstva obrane što je izvršeno s izuzetkom jednog pištolja od petero ukradenih pištolja.  

## Otkriće
Kako je broj sudionika zavjere bio nekoliko tisuća potpuno se podrazumjevalo da tajna o njemu neće biti dugo skrivena. Trebalo je ipak 3 mjeseca do izlaska cijele priče u javnost kada javnu tužitelj podiže tužbu radi pokušaja državnog udara. U suđenjima koja traju dvije godine s jedinim konkretnim dokazom puča nestalim pištoljem svi optuženi su oslobođeni riječima suca:
»Svi ti starci od šesdeset godina živjeli su u nekom svom svijetu.«

## Uništenje dokaza
Nezadovoljan rezultatom suđenja zamjenik tajne vojne službe je nastavio istragu i sklopio potpunu sliku zavjere 1974. godine. Znajući da mu je nadređeni zavjerenik on svoj dosje predaje tadašnjem ministru obrane Guliu Andreottiju, koji po svojim kasnijim vlastitim riječima s popisa zavjerenika briše veći broj osoba jer one nisu važne za otkriće cjelokupne zavjere.
Talijanska sudska trakavica ovog slučaja traje više od 25 godina zbog raznih novih dokaza koji su se tijekom vremena pojavljivali. 1998. godine su definitivno svi zavjerenici proglašeni slobodnima. Neki zbog navodne nevinosti,a neki zbog zastare slučaja.

## Postfestum
Princ Valerio Borghese koji je dao ime cijelom ovom puču nakon njegovog neuspjeha bježi u Španjolsku gdje umire iznenada prije navršene sedamdesete godine. Gulio Andreotti je postao 7 puta premijer Italije, a tijekom 2002 godine on biva osuđen na 20 godina zatvora zbog mafijaškog ubojstva novinara Pecorellija. Tijekom kasnijeg žalbenog postupka ova je presuda poništena.

## Vanjske poveznice
- (tal.) Il golpe Borghese: La vicenda giudiziaria Misteri d'Italia